# アンドレイ・オストリコフ
アンドレイ・オストリコフ（Andrei Ostrikov、1987年7月2日 - ）は、ロシアのラグビーユニオン選手。

## プロフィール
- ロシア・モスクワ出身[1]。
- ポジションはロック(LO)、フランカー(FL)。
- 身長 203cm、体重 119kg
- ロシア代表キャップは39（2021年3月現在)でワールドカップ2011・2019のロシア代表に選ばれた[2]。

## 略歴
SUアジャン、オーリヤック、セール・シャークスを経て、2019年、FCグルノーブルに加入。